# Щирість (фільм)
«Щирість» («Nuoširdumas») — радянський телефільм 1983 року, знятий режисером Арвідасом Ільгінісом на Литовському телебаченні.

## Сюжет
Фільм розповідає про двох молодих людей, які вибрали різні життєві шляхи.

## У ролях
- Даля Оверайте — Она
- Вікторас Шинкарюкас — Лаймонас
- Регіна Арбачяускайте — дружина Лаймонаса
- А. Ясюнайте — роль другого плану
- Чесловас Юдейкіс — чоловік головної героїні
- Владимірас Канчяускас — художник
- Йонас Каваляускас — викладач
- Дануте Куодіте — роль другого плану
- Юозас Марцінкявічюс — роль другого плану
- Вітаутас Румшас — роль другого плану
- Альгімантас Вощікас — господар квартири
- Валдас Бабаляускас — Повілас, син господаря квартири
- Кароліс Дапкус — робітник цегляного заводу

## Знімальна група
- Режисер — Арвідас Ільгініс
- Сценарист — Арвідас Ільгініс
- Оператор — Альбертас Монтвіла
- Художник — Мяйле Швейкаускене